# Molophilus (Molophilus) nigripes
Molophilus (Molophilus) nigripes is een tweevleugelige uit de familie steltmuggen (Limoniidae). De soort komt voor in het Oriëntaals gebied.